# Cephalodromia cognata
Cephalodromia cognata är en tvåvingeart som först beskrevs av Engel 1933.  Cephalodromia cognata ingår i släktet Cephalodromia och familjen svävflugor.
Artens utbredningsområde är Israel. Inga underarter finns listade i Catalogue of Life.